# Симфонія № 1 (Мендельсон)
Симфонія № 1 до мінор, op. 11 — перша симфонія Фелікса Мендельсона, написана ним у 15-річному віці 1824 року. Вперше виконана силами Королівського філармонічного товаристві в Лондоні, 25 травня 1829 року, під орудою автора.
Симфонія присвячена Королівського філармонічного товариству. Склад оркестру: дві флейти, два гобої, два кларнети, два фаготи, дві валторни, дві труби, литаври і струнні.

## Структура
1. Allegro di molto
2. Andante
3. Menuetto: Allegro molto
4. Allegro con fuoco